# Parataracticus rubens
Parataracticus rubens är en tvåvingeart som först beskrevs av Daniel William Coquillett 1904.  Parataracticus rubens ingår i släktet Parataracticus och familjen rovflugor.
Artens utbredningsområde är Washington. Inga underarter finns listade i Catalogue of Life.